# Кулата — Промахон (КПП)
Пограничный контрольно-пропускной пункт Кулата — Промахон (болг. Граничният контролно-пропускателен пункт (ГКПП) Кулата - Промахон, греч. Μεθοριακός Σταθμός (Μ.Σ.) Κούλατα – Προμαχώνα) — пункт пропуска через государственную границу (ПКПП), расположенный на болгарско-греческой границе недалеко от болгарского села Кулата и близ греческого села Промахон у Рупельского ущелья. Данный ПКПП является единственным постоянным железнодорожным и дорожным пунктом пропуска через болгарско-греческую границу.
Первая железнодорожная линия, находящаяся здесь была проложена в 1918 году. Эта линия длиной 164 км и шириной 600 мм легкорельсового маршрута Радомир — Благоевград — Сидирокастрон, достигала Рупель,  расположенную в нескольких километрах от Сидирокастрона. Железнодорожная связь с Салониками оставалась незавершенной, однако в период до 1937 годажелезнодорожная связь была переделана с нормальной шириной и маршрут был продлён до Симитли, также до войны железнодорожная связь была завершена до Крупника.
Во время болгарского управления в Македонии, Поморавии и Западной Фракии в 1941-1944 г. минные поля, установленные греками в рупельском ущелье, были очищены с 24 августа по 29 ноября 1941 года. Был построен и 8 декабря 1941 года торжественно открыт министром благоустройства Димитром Василевым участок узкоколейной линии в Сидирокастроне. Он имеет длину 14,8 км, в общей сложности были заложены 18,2 км рельсов с железнодорожных станций, выполненных были 106 867 м² земельных и скальных работ, общая сумма, вложенная царством Болгарии, составляет 9 873 985 лев.  Благодаря этому осуществилась железнодорожная связь София-Салоники. До конца болгарского правления из бюджета государства для строительства железнодорожной линии Крупник — Сидирокастрон, длиной 81 км, было вложено еще 1 244 746 523 лев. 1 декабря 1945 года линия была открыта на участке Крупник — Генерал-Тодоров, длиной 54 км, но в связи с возвращением греческой администрации в Поморавии после 9 сентября 1944 года линия за пределами границы прерывается.
В 1964 году после соглашения с Грецией был завершен связывающий участок Генерал-Тодоров — Сидирокастрон,  который был торжественно открыт для эксплуатации 30 мая 1965 года. Реконструкция линии прошла в 2001 году.
После вступления Болгарии в Европейский союз, 29 апреля 2008 года было подписано соглашение между Болгарским и греческим правительствами, пограничный пункт начал работу по новой концепции совместной проверки болгарскими и греческими полицейскими Промахоноса на дорожной границе. 19 марта 2010 остановка была официально открыта болгарским министром внутренних дел Цветаном Цветановым и министром по защите граждан Греции Михалисом Хрисохоидисом. Для железнодорожной границы контроль осуществляется на станции.